# Александър Танев (певец)
Вижте пояснителната страница за други личности с името Александър Танев.
Александър Танев (р. 18 август 2001 г. в Балчик, България) е български певец. Известен е с ролята си на Питър Пан в продуцирания от Българската национална телевизия едноименен телевизионен мюзикъл, както и с успешното си участие в няколко реалити предавания. Печели музикалния конкурс на Българското национално радио „Щуротека“. Участва в националната селекция за детския песенен конкурс „Евровизия 2015“. Стипендиант на фондация „Димитър Бербатов“.

## Кариера

### Първи стъпки
Занимава се с пеене от осемгодишна възраст при вокалната педагожка Мила Маврова. Завоюва десетки награди не само на родна, но и на световна сцена. Големият успех обаче идва със спечелването на проведения от БНТ кастинг „Феномени“: след шестетапно прослушване Александър е избран за главната роля на мюзикъла „Питър Пан“, заснет от и излъчен по Националната телевизия.
През март месец 2013 година става победител в радиоконкурса на БНР „Щуротека“. През 2014 година Александър достига второ място в два реалити формата: през март става втори в българския „Големите надежди“, а през декември подгласническата позиция заема в четвъртия сезон на румънския „Next Star“. Осем месеца по-късно участва на националната селекция за „малката“ „Евровизия“, където изпълнява „I Don't Want to Miss a Thing“ на Аеросмит. Според решението на комисията за избор на български представител на конкурса обаче Александър не продължава към полуфиналите.

## Любопитно
Александър свири на пиано, занимава се и с изобразително изкуство. Любимият му актьор е Чарли Чаплин, когото много обича да имитира и рисува. Проявява интерес към актьорската професия. Слуша с увлечение „Ахат“ и „Ей Си/Ди Си“. Танцува и тренира баскетбол, като е играл за БК „Черноморец Балчик“ (деца).